# Buono!
Buono!, que significa bom em italiano, é uma "unidade" do Hello! Project formada por três membros do Hello! Project Kids: Momoko Tsugunaga (26), Miyabi Natsuyaki (26) e Airi Suzuki (24). 

## Membros
| Nome                         | Nascimento           | Idade | Grupo Original | Cor*     | Posição   |
| ---------------------------- | -------------------- | ----- | -------------- | -------- | --------- |
| Momoko Tsugunaga (嗣永 桃子) | 6 de março de 1992   | 33    | Berryz Kobo    | Rosa     | Líder     |
| Miyabi Natsuyaki (夏焼 雅)   | 25 de agosto de 1992 | 32    | Berryz Kobo    | Vermelho | Sub-líder |
| Airi Suzuki (鈴木 愛理)      | 12 de abril de 1994  | 30    | ºCute          | Verde    |           |

*  As cores podem mudar.

## Discografia

### Singles
| #  | Título                          | Data de Lançamento     |
| -- | ------------------------------- | ---------------------- |
| 1  | Honto no Jibun                  | 31 de outubro de 2007  |
| 2  | Renai♥Rider                     | 6 de fevereiro de 2008 |
| 3  | "Kiss! Kiss! Kiss!"             | 14 de maio de 2008     |
| 4  | Gachinko de Ikou!               | 20 de agosto de 2008   |
| 5  | Rottara Rottara                 | 12 de novembro de 2008 |
| 6  | Co.no.mi.chi                    | 21 de janeiro de 2009  |
| 7  | My Boy                          | 29 de abril de 2009    |
| 8  | Take It Easy!                   | 26 de agosto de 2009   |
| 9  | Bravo☆Bravo (ブラボー☆ブラボー) | 16 de dezembro de 2009 |
| 10 | Our Songs                       | 3 de fevereiro de 2010 |
| 11 | Zassou no Uta                   | 2 de fevereiro de 2011 |
| 12 | Natsu Dakara!                   | 20 de julho de 2011    |
| 13 | Hatsukoi CIDER / DEEP MIND      | 18 de janeiro de 2012  |

### Álbuns
| # | Título        | Data de Lançamento      |
| - | ------------- | ----------------------- |
| 1 | Café Buono!   | 20 de fevereiro de 2008 |
| 2 | Buono!2       | 11 de fevereiro de 2009 |
| 3 | We Are Buono! | 10 de fevereiro de 2010 |

### Mini-Álbuns
| 1 | Partenza | 10 de Agosto de 2011 |
| 2 | SHERBET  | 22 de Agosto de 2012 |

### Compilações
| # | Título          | Data de Lançamento   |
| - | --------------- | -------------------- |
| 1 | The Best Buono! | 10 de agosto de 2010 |

## DVD's

### Shows
- Buono! Live 2009 (Fevereiro de 2009)
- Buono! First Live 2009 ~Winter Festa~ (Dezembro de 2009)
- Buono! Live Tour 2010: We are Buono! (19 de maio de 2010)

### Eventos de fã clube
- Buono! Kessei 1 Shūnen Kinen FC Special Live ~Rock'n Buono!~ (Dezembro de 2008)
- Rock'n Buono! 2
- Rock'n Buono! 3 (Agosto de 2010)
- Rock'n Buono! 4 (28 de Agosto de 2011, foi também passado ao vivo pelo canal delas no Youtube)

### Outros
- Buono! days ~ Buono! Leader Ketteisen! (Agosto de 2008)
- Buono! DVD MAGAZINE VOL.1
- Buono! Days2 2009 Summer Wind Special Drama Buono! Close call (Buono! days2 2009夏スペシャルドラマ風 Buono!危機一髪?, somente o fã clube; 21 de agosto de 2009)

## Comerciais
- Pizza-La Hokkaidō potato gratin pizza (Novembro de 2008)